# جيمس مونرو (سياسي أمريكي)
جيمس مونرو (بالإنجليزية: James Monroe)‏ هو سياسي أمريكي، ولد في 10 سبتمبر 1799 في مقاطعة ألبمارل في الولايات المتحدة، وتوفي في 7 سبتمبر 1870 في الولايات المتحدة. حزبياً، نشط في حزب اليمين. وقد انتخب عضو جمعية ولاية نيويورك وانتخب عضو مجلس النواب الأمريكي.